# Maladie de Carré des phoques

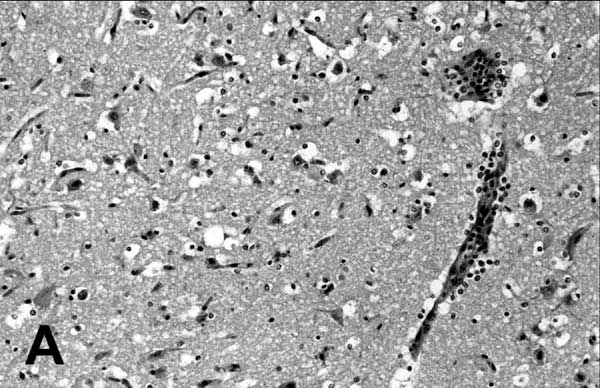
Image d'encéphalite à Phocine Distemper Virus.

La maladie de Carré des phoques parfois aussi appelée peste des phoques est une maladie proche de la maladie de Carré du chien mais affectant principalement les phoques et autres pinnipèdes. Elle est causée par un morbillivirus appelé Morbillivirus phocae (anciennement Phocine distemper virus ou PDV). La maladie créa plusieurs épidémies notables dans les pays nordiques, en 1988 entraînant la mort de 23 000 phoques communs et en 2002 avec plus de 30 000 morts. Certaines études montrent que ce virus est aussi responsable de la mort soudaine d'un grand nombre de loutres de mer sur la côte pacifique de l'Alaska.